# Servicios Aéreos Virgen de Copacabana
Servicios Aéreos Virgen de Copacabana, o simplemente SAVCO fue una aerolínea boliviana con sede en Cochabamba.

## Historia
Servicios Aéreos Virgen de Copacabana, comúnmente abreviado como SAVCO y también escrito así en el avión, fue fundada en 1970.  Inició sus operaciones al año siguiente (1971) con dos Douglas DC-6 usados de American Airlines, inicialmente con sede desde el Aeropuerto El Trompillo, Santa Cruz. La sede de la empresa pronto se trasladó al Aeropuerto de Cochabamba. Sus aeronaves convertidas en cargueros se utilizaron principalmente para transportar carne desde las tierras bajas agrícolas hasta las ciudades de gran altitud como La Paz y Cochabamba. Fue el primer uso de estos aviones comerciales relativamente grandes para transportar carne. Algunos vuelos también tenían destino en Chile. 
A lo largo de los años, se implementaron cuatro Douglas DC-3 a su flota. El primer DC-3 abandonó la flota en 1979, el segundo en la década de 1980. Uno fue destruido en diciembre de 1990 y el último permaneció en pie hasta el cese de la aerolínea.
Su flota estaba formada por 6 aviones Curtiss C-46 Commando. El primero se implementó a la flota en noviembre de 1971. De ellos, tres se perdieron debido a accidentes entre 1972 y 1975. En 2001, SAVCO cesó sus operaciones.

## Antigua flota

### Flota al final de sus operaciones
- Douglas DC-3

### Aeronaves usadas anteriormente
- Comando Curtiss C-46
- Douglas DC-6

## Accidentes e incidentes
Desde 1970 hasta que la compañía cesó sus operaciones en 2001, SAVCO experimentó cinco pérdidas totales de aeronaves. Los cinco resultaron en muertes, un total de 18.   Lista completa:
- El 17 de junio de 1971, un Douglas DC-6 de SAVCO ( CP-926 ) se estrelló contra el Volcán Taapacá, a unos 14 kilómetros al noreste de Putre (Chile), a una altitud de 18.000 pies (5.500 metros). La aeronave se encontraba en vuelo visual desde el Aeropuerto El Trompillo (Bolivia) hasta Arica (Chile). Sin embargo, mientras los pilotos volaban en condiciones de vuelo instrumental, sobrepasaron su destino y se encontraron a 95 kilómetros de la ruta prevista. La causa conocida del accidente fue un CFIT (vuelo controlado contra el suelo) que mató a los 6 ocupantes, los 4 miembros de la tripulación y los dos pasajeros.

- El 7 de septiembre de 1972, el motor Nº 1 de un Curtiss C-46A-40-CU Commando de SAVCO (CP-959) falló durante el despegue del Aeropuerto de Trinidad (Bolivia) a una altitud de 20 metros. El avión perdió altitud, aterrizó nuevamente y atravesó pequeños árboles y una valla. El tren de aterrizaje principal derecho colapsó, provocando que la proa del fuselaje golpeara el suelo. La máquina sufrió daños irreparables. Uno de los dos pilotos murió, el otro y los seis pasajeros sobrevivieron al accidente.

- El 22 de febrero de 1974, un Curtiss C-46A-45-CU Commando de SAVCO (CP-1052) se estrelló a 8 kilómetros al suroeste de San Ignacio de Moxos (Bolivia). En medio de una fuerte turbulencia, las cuerdas destinadas a asegurar la carga del avión se rompieron. El desplazamiento de la carga provocó que el centro de gravedad saliera de los límites permitidos y la aeronave se volvió incontrolable. El avión se encontraba en ruta desde el Aeropuerto de Trinidad al Aeropuerto de Oruro. Murieron los 7 ocupantes, 3 miembros de la tripulación y 4 pasajeros.

- E 24 de abril de 1975, un Curtiss C-46D-10-CU Commando de SAVCO (CP-1063) fvolaba directo acia la montaña Machu Sayari a una altitud de 4.350 metros. La aeronave descendía hacia el Aeropuerto de Cochabamba (Bolivia). La aeronave se encontraba en un vuelo visual, pero los pilotos volaban en condiciones de vuelo instrumental, es decir, entre nubes. El avión impactó contra la montaña y mató a los tres miembros de la tripulación, los únicos ocupantes.

- El 8 de diciembre de 1990, un Douglas DC-3/C-47D de SAVCO (Servicios Aéreos Virgen de Copacabana) (CP-1668) chocó contra un edificio durante unas pruebas de motor antes del despegue en el Aeropuerto de Cochabamba (Bolivia). La hélice izquierda se rompió, partes del proyectil alcanzaron al capitán, quien falleció.